# Freizeit

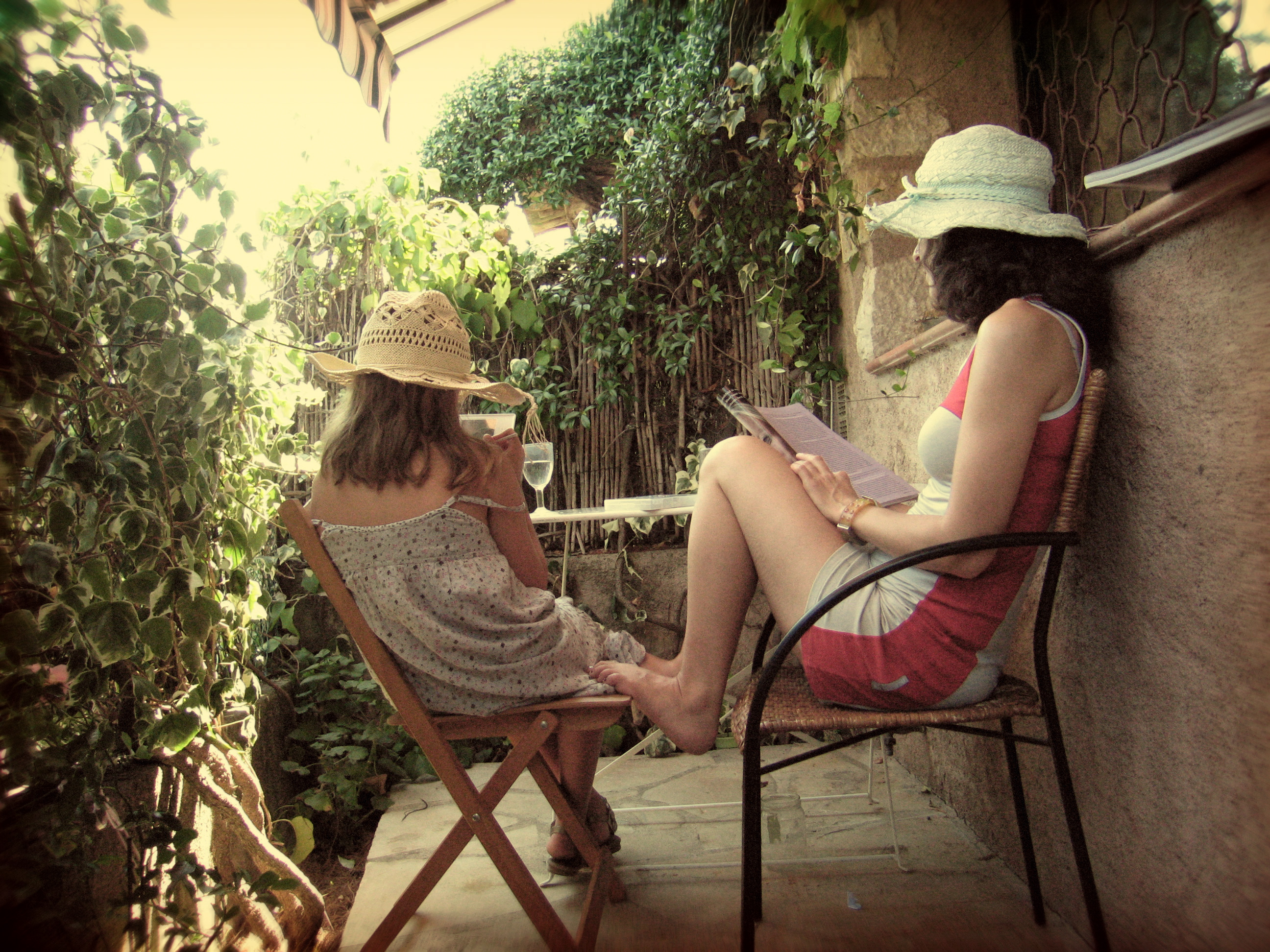
Muße – Freizeit im Garten

Freizeit (englisch leisure, französisch loisir) ist der Zeitraum außerhalb der Schul- oder Arbeitszeit, über den eine Person selbstbestimmt verfügen kann.

## Allgemeines
Arbeits- oder Schulpflicht unterliegen weitgehend der Fremdbestimmung. Die Freizeit dagegen ist selbst bestimmt und kann deshalb im Rahmen der Freizeitgestaltung durch Selbstmanagement organisiert werden. Freizeit steht für die Erholung von den Anstrengungen beruflicher und sonstiger Verpflichtungen zur Verfügung. Sie wird auch für vielfältige andere Aktivitäten genutzt. Dazu gehören kommunikative, kulturelle, politische, sportliche, wirtschaftliche, religiöse Aktivitäten, die oft als Hobby oder ehrenamtlich ausgeübt werden. So dient Freizeit der Entspannung sowie der persönlichen Entfaltung und der Pflege sozialer Kontakte. In seiner Freizeit widmet sich der Mensch häufig seiner Familie, seinen Freunden sowie Hobbys. Die Funktionen der Freizeit sind vor allem Regeneration, Rekreation, Kompensation, Kommunikation, Interaktion, Partizipation und Emanzipation.
Nicht zur Freizeit gehören notwendige Tätigkeiten wie Ernährung, Haushaltsführung, Körperpflege und Schlafen.

## Etymologie
Das Wort „Freizeit“ ist ein Kompositum aus frei und Zeit. Es wurde als Rechtsbegriff erstmals um 1350 mittelhochdeutsch als „frey zeyt“ für die Marktfriedenszeit – ein Rechtsanspruch auf die sichere Passage auf Wegen von und zum Wochenmarkt – verwendet. Es ist 1823 erstmals schriftlich durch Friedrich Fröbel mit heutigem Begriffsinhalt dokumentiert.
Erst 1929 fand es als „Freizeit“ mit heutiger Bedeutung Eingang in den Duden, der sie wie folgt beschrieb: „Zeit, in der jemand nicht zu arbeiten braucht, keine besonderen Verpflichtungen hat; für Hobbys oder Erholung frei verfügbare Zeit“.

## Geschichte

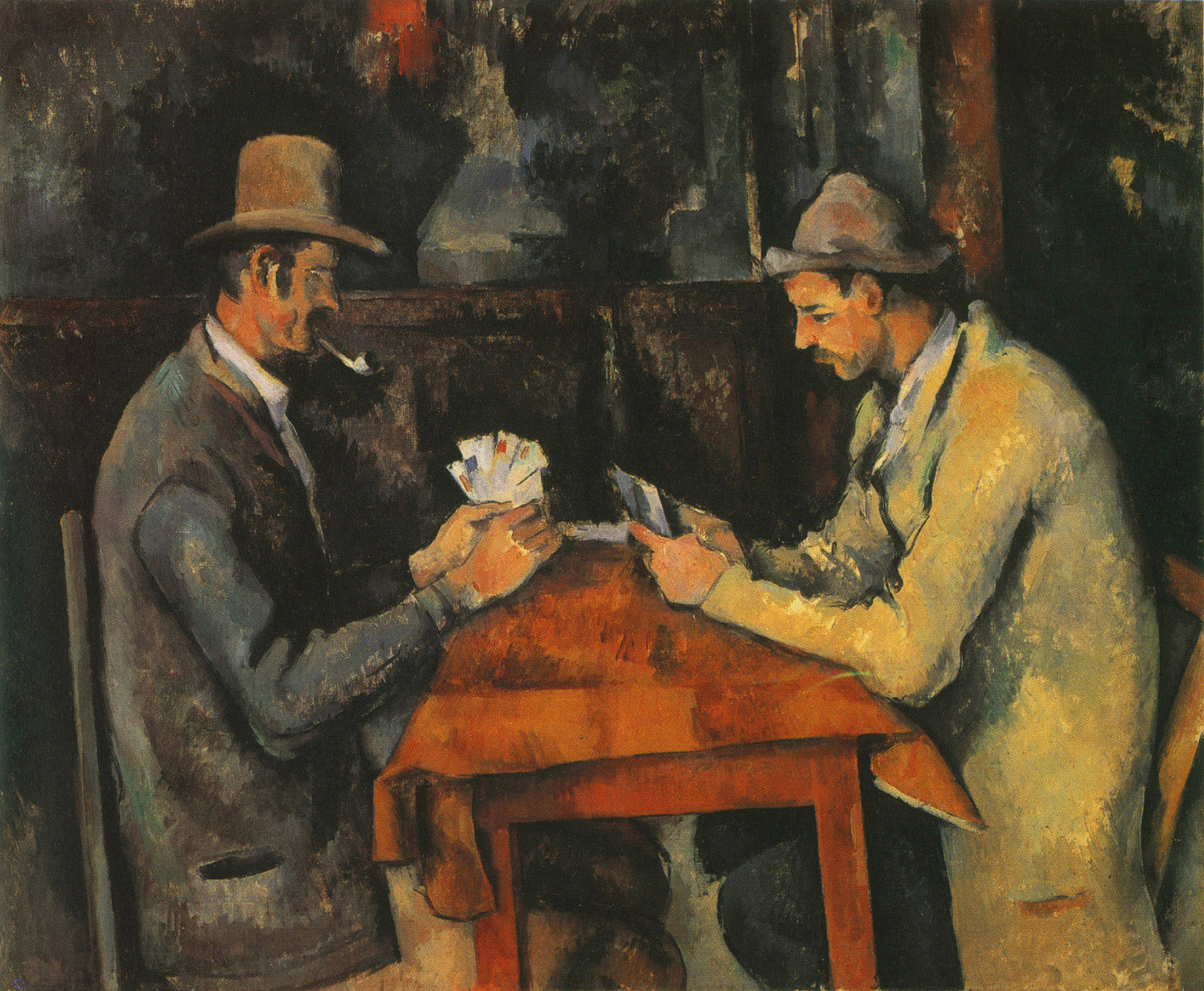
Kartenspielen und Rauchen, zwei „klassische“ Freizeitbeschäftigungen (Die Kartenspieler von Paul Cézanne, 1892–1895)

Die Freizeit in Form der „Muße“ (griechisch σχολή, schole) kam bereits bei Aristoteles in seiner Politiká vor. In der Nikomachischen Ethik schrieb er: „Wir arbeiten, um Muße zu haben …“. Auch die Sklaven und die griechische Unterschicht verfügten über freie Zeit, die sie an ca. 60 Tagen im Jahr bei Olympischen Spielen oder anderen Festen verbrachten. Für alle Griechen galt, dass Freizeit nicht individuell genutzt werden konnte, sondern im öffentlichen Interesse zum Wohl des Staates lag. Ähnliche Ansichten vertraten die Römer, denn auch hier wurde der Begriff für Arbeit (lateinisch neg-otium, „Unmuße, Staatsdienst“) aus dem Begriff für Muße (lateinisch otium) abgeleitet. Die herrschende Schicht hatte die Aufgabe, den Staat zu lenken und konnte auch individuellen Annehmlichkeiten nachgehen. Auch die Plebejer verfügten aufgrund der wirtschaftlichen Weiterentwicklung und der Sklavenhaltung über individuelle Freizeit.
Aus dem altgriechischen „schole“ entwickelte sich ab 1270 das deutsche Wort Schule, bei deren Schulpflicht jedoch das Gegenteil des Müßiggangs vorherrscht. Erstmals tauchte um 1350 in der deutschsprachigen Literatur der Rechtsbegriff „frey zeyt“ im Sinne von „Marktfriedenszeit“ auf, worunter ein sicheres Geleit für die Marktteilnehmer auf Märkten zwischen dem 7. September (ein Tag vor Mariä Geburt) und dem 1. Oktober (Remigiusfest) zu verstehen war; die Märkte stellten eine Art Bannmeile dar, die die Besucher vor Gewalt und Übergriffen schützte. In jenem Zeitabschnitt wurde Marktreisenden und -besuchern Sicherheit vor Gewalt und Störungen aller Art, einschließlich offizieller Maßnahmen wie Verhaftungen und Vorladungen, gewährleistet. „Frey zeyt“ war damals somit temporäre Friedenszeit und ist deshalb weder inhaltlich noch etymologisch gesehen eine Vorstufe des modernen Freizeitbegriffs. Comenius empfahl 1657, während der Schulzeit Unterrichtspausen durch die Verteilung „von Arbeit und Ruhe (lateinisch laborum et quietis), Tätigkeit und Freizeit (lateinisch operarum et vocationum) oder Ferien“ einzulegen.
Im heutigen Wortsinne tauchte die Freizeit ersichtlich erstmals im Jahre 1714 auf. Der Theologe August Hermann Francke verstand 1714 unter „Freystunde“ die Zeit der Entspannung vom Unterricht oder Studium. Damit griff er den Freizeitbegriff im pädagogisch nützlichen Sinne auf, meinte aber eher die – den Unterricht unterbrechende – Unterrichtspause. Simon Nicolas Henri Linguet ging 1767 davon aus, dass „wenn sich der freie Tagelöhner einen Augenblick ausruht, behauptet die schmutzige Ökonomie, …, dass er sie bestehle“. Friedrich Fröbel bezeichnete 1823 damit die Zeit, die den Zöglingen seiner Erziehungsanstalt in Keilhau „zur Anwendung nach ihren persönlichen und individuellen Bedürfnissen freigegeben“ war. Im Jahre 1865 tauchte der Begriff erstmals in einem deutschen Wörterbuch von Daniel Sanders auf. Mit Bezug auf Hegels Dialektik von Notwendigkeit und Freiheit erkannte Karl Marx Mitte des 19. Jahrhunderts den dialektischen Zusammenhang von Arbeit und Freizeit und sah in der Freizeit „einen großen Wert für die Emanzipation des Menschen, für die Wiedergewinnung der Menschlichkeit aus der Entfremdung“.
Die Arbeiterbewegungen des frühen 19. Jahrhunderts setzten sich für die Entstehung von Arbeiterrechten während der industriellen Revolution ein, so etwa die während der Industrialisierung stattfindende Arbeiterbewegung in Deutschland und Arbeiterbewegung in Österreich. Sie hatten zum Ziel, die Rechte der Arbeiter zu stärken. Dazu gehörte auch die Verkürzung der Arbeitszeit. Diese Forderung widersprach dem damaligen Diskurs, der Freizeit mit „Faulheit“ und „Arbeitsscheue“ gleichsetzte. Erst Ende des 19. Jahrhunderts, mit dem Aufkommen der Arbeitsphysiologie, setzte sich die Ansicht durch, dass jede Tätigkeit früher oder später zu Ermüdung und damit zu abnehmender Produktivität führt. Gründe für die ab etwa 1850 fortschreitende Verkürzung der Arbeitszeit waren der gesundheitlich bedenkliche Zustand der Erwerbstätigen, die teilweise bis zu 16 Stunden arbeiten mussten, sowie vor allem die zunehmende Automatisierung der Produktion, wodurch der Bedarf an menschlichen Arbeitskräften zusehends sank. Als ein dritter Grund sollte auch „der seit etwa 1860 propagierte Kampf um den Achtstunden-Arbeitstag“ genannt werden. Ab 1873 brauchten die Buchdrucker lediglich noch 10 Stunden pro Tag zu arbeiten. Dazu proklamierten die Gewerkschaften den 1. Mai 1890 als „Tag der Arbeit“ als Symbol für die angestrebte Arbeitszeitverkürzung. Die Rationalisierung der Arbeit hat seit dem 19. Jahrhundert eine schrittweise Arbeitszeitverkürzung und damit eine Freizeitentwicklung ermöglicht. Eine „Denkschrift über die Lage der in der Seeschifffahrt Hamburgs beschäftigten Arbeiter“ aus 1902 stellte erstmals Arbeitszeit und Freizeit gegenüber. Seit 1908 brauchten Frauen ebenfalls täglich nur noch 10 Stunden zu arbeiten. Im Jahre 1918 wurde die 48-Stunden-Woche eingeführt und damit die Entwicklung der Tagesfreizeit zum Ziel. Als die Bayer AG im März 1931 in fast allen Betriebsstätten die 40-Stunden-Woche einführte, verstärkte sich das Bewusstsein über die gewonnene Freizeit.
In der Arbeiterbewegung des späten 19. und frühen 20. Jahrhunderts wurde mit der Verkürzung der Arbeitszeit auch die Hoffnung verknüpft, dass die Arbeiter sich in der gewonnenen Freizeit „das ganze Kulturerbe der Menschheit“ aneignen würden. Nach der Einführung des Achtstundentags (1918) und der Gründung der ersten Volkshochschulen schrieb der SPD-Politiker Gustav Radbruch: „Es wird ein Ruhmestitel der Arbeiterschaft bleiben, dass Achtstundentag und Volkshochschule wie zwei Seiten einer und derselben Forderung gleichzeitig Verwirklichung heischten und fanden, dass ihr die Freiheit von der Arbeitsfron sofort Freiheit zur Kulturaneignung bedeutete“.
Der Duden nahm die Wörter Freizeit und Freizeiten 1929 zum ersten Mal in sein orthografisches Verzeichnis auf und definierte sie folgendermaßen: „(1) Zeit, in der jemand nicht zu arbeiten braucht, keine besonderen Verpflichtungen hat; für Hobbys oder Erholung frei verfügbare Zeit; (2) [mehrtägige] Zusammenkunft für Gruppen mit bestimmten gemeinsamen Interessen“. Die deutsche Wissenschaft befasste sich ab 1929 durch den Pädagogen Fritz Klatt mit dem Freizeitthema. Klatt gilt als Begründer der Freizeitpädagogik als einer eigenständigen Einzelwissenschaft, die sich dem Erkenntnisobjekt Freizeit widmete. Im Jahre 1954 folgte der Pädagoge Johannes Zielinski, der sich mit dem Zusammenhang zwischen Freizeit und Erziehung auseinandersetzte. Die wachsende Freizeit hat in Deutschland mehrere Megatrends ausgelöst. Die Freizeit selbst entwickelte sich ab etwa 1950 durch die sich ausbreitende 40-Stunden-Woche zum Megatrend, es folgten typische Freizeitbeschäftigungen wie der Tourismus ab etwa 1960, das Shopping ab etwa 1980 und die Wellness nach 1990.

## Arten
Man unterscheidet zwischen Tagesfreizeit (Feierabend einschließlich Nachtruhe), Wochenfreizeit (Wochenende einschließlich freier Feiertage), Jahresfreizeit (Urlaub, Ferien), Freizeit in Lebensphasen (Kinderfreizeit, Entlastungszeit, Ruhestand) oder Zwangsfreizeit (Kurzarbeit, Arbeitslosigkeit, Invalidität). Während sich die Tagesfreizeit durch Mehrarbeit und Pendlerzeit häufig verkürzt, erweiterte sich die Wochenfreizeit stetig, insbesondere bei der flächendeckenden Einführung der 35-Stunden-Woche. Die Jahresfreizeit erhöhte sich durch gesetzliche und tarifliche Urlaubsverlängerungen.
Horst Opaschowski sieht die Freizeit nicht mehr in begrifflicher Abhängigkeit von Arbeit, sondern als „freie Zeit“, die durch freie Wahlmöglichkeiten, bewusste Entscheidungen und soziales Handeln charakterisiert ist. Er versteht unter Freizeit die „zeitlich verfügbaren Lebenssituationen, die relativ frei sind von physiologischen Grundbedürfnissen und ökonomischen, sozialen und normativen Zwängen…“ Davon ausgehend entwickelte er ein Konzept, das die Lebenszeit in drei Zeitabschnitte, je nach dem vorhandenen Grad an freier Verfügbarkeit über die Zeit, aufteilt:
- Determinationszeit ist die fremdbestimmte Zeit, z. B. Arbeit, Schule;
- Obligationszeit umfasst zweckgebundene Tätigkeiten wie z. B. Essen, Schlafen;
- Dispositionszeit ist die freie verfügbare und selbstbestimmte Zeit.

Die Freizeit setzt sich somit aus Obligations- und Dispositionszeit zusammen.

## Freizeit heute
Urlaub war ein wichtiger Teil der Freizeit. Bis 1983 gab es kein besonderes Freizeitbewusstsein; denn Freizeit galt als die „Restzeit, die übrig bleibt, wenn man die Arbeit (…) erledigt hat“. Spätestens ab 1990 lässt sich eine, zumindest in den Grundzügen, der Industrialisierung ähnliche Entwicklung beobachten: „Die Arbeitszeiten wurden in den letzten Jahrzehnten in der BRD sichtbar verkürzt, doch gleichzeitig wurde die zu leistende Arbeit intensiviert“. So wurde zuerst in der Stahlindustrie im April 1995 die sogenannte 35-Stunden-Woche eingeführt. Dies hatte zunächst eine wachsende Arbeitsbelastung (Arbeitsleid) für die Erwerbstätigen zur Folge, und so entwickelte sich die Freizeit erneut zu einer wichtigen Kompensationszeit. Daneben wuchs der Freizeitsektor zu einem bedeutsamen Wirtschaftsfaktor.
Durch die Anerkennung von Arbeit im eigenen Heim, umgangssprachlich Home Office-Arbeit, wuchs die verfügbare Freizeit durch den Wegfall von Fahrzeiten zwischen Büro und Heim. Tägliche Fahrten zum Arbeitsplatz beanspruchen bei vielen Arbeitnehmern einen erheblichen Teil der Freizeit.
Mittlerweile wird Freizeit immer häufiger in Verbindung mit Freizeit-Zeiträumen sowie Aktivitäten gebracht (z. B. Sommer-Freizeit, Ski-Freizeit). Dies machen sich auch diverse kommerzielle Reise- und Event-Veranstalter sowie gemeinnützige Vereine oder Kirchen im Rahmen von Werbezwecken zunutze. Die strikte, auch räumliche (städtebauliche) Trennung der Sphären von Arbeit und Freizeit ist ein Phänomen der Neuzeit.

### Freizeitbeschäftigungen
Nachdem ab Januar 1984 private Fernsehsender erlaubt waren, steigerte sich der bundesdeutsche Fernsehkonsum und lag 1990 bei 90 Prozent der Freizeit. 2015 ist Fernsehen mit 97 Prozent unangefochten die liebste Freizeitbeschäftigung der Bundesbürger. Radio hören und Telefonieren (von zu Hause) folgen auf Platz zwei mit 90 Prozent bzw. Platz drei mit 89 Prozent. Auf dem vierten Platz findet sich mit 73 Prozent die Internetnutzung – diese lag 2015 im Ranking erstmals vor Zeitung lesen.

### Freizeit und Gesundheit
Das wachsende Maß an Freizeit wurde in der Gesellschaft mit der Erwartung auf mehr Chancen verbunden, sich von Arbeit und Alltag zu erholen. Inzwischen beklagen Ärzte und Wissenschaftler falsches Freizeitverhalten mit steigendem Stressfaktor, das zu Erkrankungen führt. Als abschreckendes Beispiel mit möglichen Todesfolgen hat die Deutsche Krebshilfe übertriebenes Sonnenbaden und zusätzliche UV-Strahlung in Sonnenstudios bezeichnet, die für eine Zunahme von Hautkrebs verantwortlich gemacht werden.

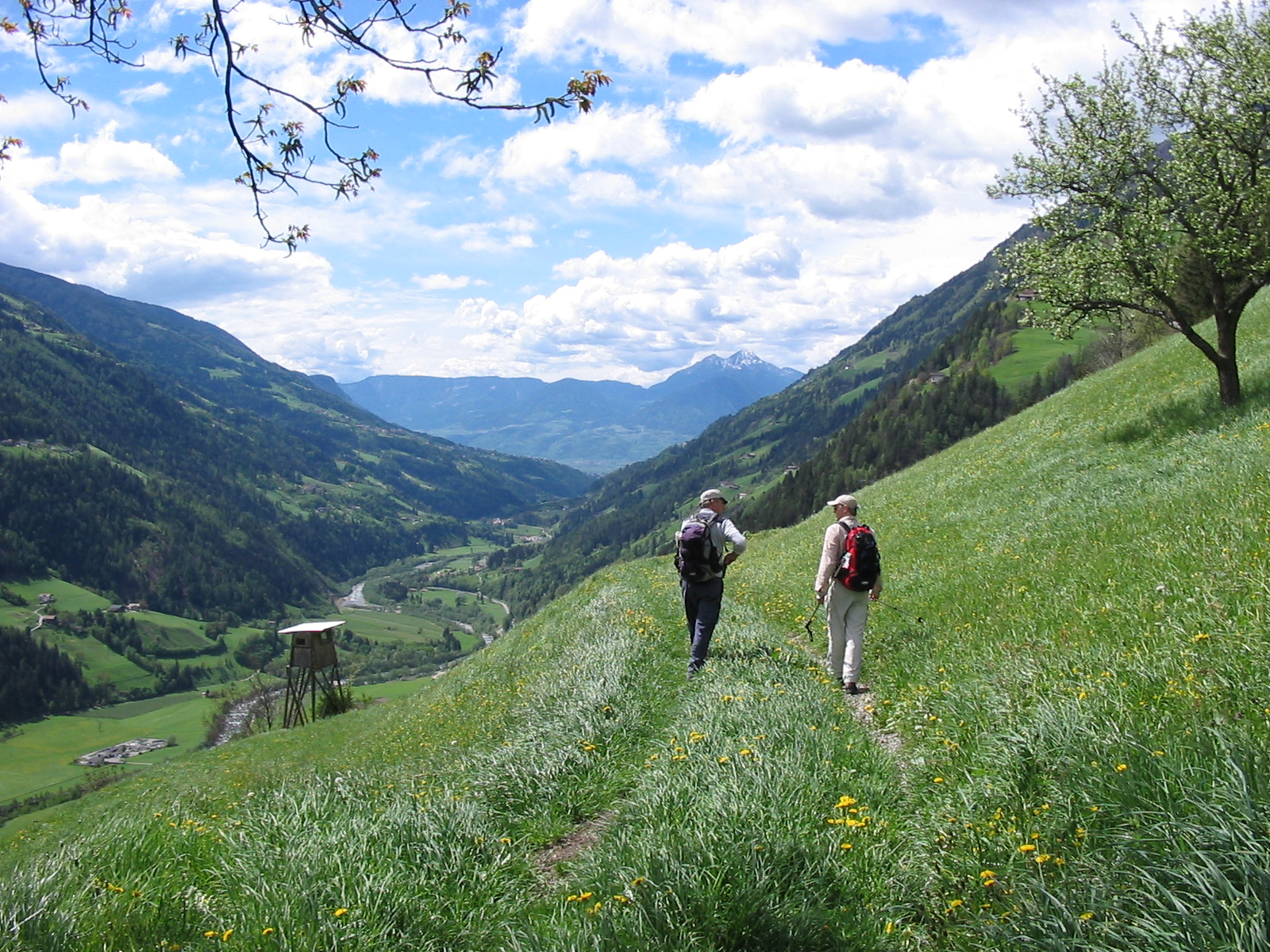
Wandern gehört zu den beliebtesten Arten der aktiven Freizeit und bringt einen mentalen und körperlichen Ausgleich zur sitzenden Arbeit.

### Freizeit und Behinderung
Das Recht auf gleichberechtigte Teilhabe am Freizeitleben von Personen mit Beeinträchtigungen und Behinderungen, das in Artikel 30 der UN-Behindertenrechtskonvention gefordert wird, ist gegenwärtig in Deutschland noch nicht durchgängig gewährleistet. Gleichwohl finden sich zunehmend barrierefreie Freizeit-, Sport- und Tourismusangebote, die auch inklusive Partizipation ermöglichen.

### Freizeit und Ehrenamt
Ein wesentlicher Wert der Freizeit liegt in der Möglichkeit, die eigene Freizeit selbstbestimmt für freiwilliges Engagement oder Ehrenamt zu verwenden.

### Recht auf Freizeit
Die Allgemeine Erklärung der Menschenrechte garantiert jedem das Recht auf Freizeit:

„Jeder hat das Recht auf Erholung und Freizeit und insbesondere auf eine vernünftige Begrenzung der Arbeitszeit und regelmäßigen bezahlten Urlaub.“

In Deutschland wird das Recht auf die individuelle Gestaltung der Freizeit dem Schutzbereich der allgemeinen Handlungsfreiheit und der personellen Selbstbestimmung (Art. 2 Abs. l und l Abs. l GG) zugerechnet. Das Recht auf Nichterreichbarkeit in der Freizeit wurde betont.

## Wirtschaftliche Aspekte
Freizeit ist ökonomisch die Zeit, in welcher der Privathaushalt keiner pflichtgemäßen Erwerbstätigkeit nachgeht. Damit ist die Freizeit ein Komplementärbegriff zur Arbeit: Alle Zeit {\displaystyle H}, die nicht Arbeitszeit {\displaystyle A_{j}} ist, gilt als Freizeit {\displaystyle F_{j}}:
{\displaystyle H=A_{j}+F_{j}}.
Je mehr gearbeitet wird (Mehrarbeit, Überstunden), umso geringer ist die Freizeit und umgekehrt. Die Vergrößerung der Freizeit geht – bei gleichbleibender Arbeitsleistung – mit einer Erhöhung der Arbeitsproduktivität einher und umgekehrt.
Freizeit ist ein Gut mit einem originären Nutzen, die man nur zum Zwecke der Einkommenserzielung opfert. Beim Arbeitsangebot wird das Gut „Freizeit“ mit den Konsumgütern verglichen, die durch das Arbeitseinkommen erworben werden können. Arbeit wird utilitaristisch als Arbeitsleid, dem man sich zum Zwecke der Einkommenserzielung unterzieht, definiert. Dementsprechend fällt mit zunehmender Arbeitszeit der Freizeitnutzen. Hierbei ist zwischen dem Nutzen der Arbeit (durch Arbeitseinkommen) und dem Freizeitnutzen abzuwägen. Arbeitnehmer treffen dabei ihre Zeitallokationsentscheidungen nach dem Barwert der verfügbaren Einkommen. Entscheidet sich jemand freiwillig für Freizeit anstatt für Arbeitslohn, dann schätzt er das Gut der Freizeit höher ein als das Konsumgut. Steigt der Arbeitslohn, steigt auch das Arbeitsangebot, weil die Opportunitätskosten für den Konsum von Freizeit steigen.
Privathaushalte stehen bei ihrem Ziel der Nutzenmaximierung vor einem Optimierungsproblem, das folgende simultane Entscheidungen umfasst:
- sie müssen einerseits über die Höhe des Einkommens durch Abwägung der Vor- und Nachteile von Freizeit oder Konsum und
- andererseits über die optimale Verwendung dieses Einkommens beim Konsum

entscheiden. Unterstellt man, dass Konsum nur in der Freizeit betrieben werden kann, so sind die Konsummöglichkeiten bei geringer Freizeit eingeschränkt.
Bei steigendem Arbeitslohn ist der Privathaushalt im Regelfall bereit, die Freizeit einzuschränken, um in den Genuss höherer Arbeitseinkommen zu gelangen. Später jedoch wird das Arbeitsangebot zurückgehen, weil eine gewisse Sättigung beim Konsum erreicht wird. Sogar das anormale Arbeitsangebot kann bei sinkenden Einkommen steigen, obwohl der Freizeitnutzen sinkt. Zunächst nimmt das Arbeitsangebot wie im normalen Verlauf bei sinkendem Lohnsatz ab. Wird der zu erzielende Lohn aber zu gering, um damit überleben zu können, sind die betroffenen Arbeitnehmer gezwungen, mehr zu arbeiten, um Existenzsicherung zu betreiben. Die Arbeitssuche stellt aus Sicht der Arbeitslosen einen Nutzenverlust aus entgangener Freizeit dar.

## Kritik
Kritiker der modernen Auffassung von Freizeit sind der Meinung, dass die Freizeit keine wirklich freie Zeit sei. Sie bleibe der Arbeit untergeordnet. In der Freizeit könne man nicht tun, was man will, denn man „müsse“ sich erholen. „Im spätindustriellen Zeitalter bleibt den Massen nichts als der Zwang, sich zu zerstreuen und zu erholen, als ein Teil der Notwendigkeit, die Arbeitskraft wiederherzustellen, die sie in dem entfremdeten Arbeitsprozess verausgabten. Das allein ist die 'Massenbasis' der Massenkultur. […] Sie bedeutet eine weitgehende Standardisierung des Geschmacks und der Rezeptionsfähigkeit“. Der Soziologe Gerhard Schulze wiederum plädierte 1993 dafür, alle einen sozialen Zwang ausübenden Hinderungsgründe aus dem Freizeitbegriff auszuklammern (etwa den Konsumzwang). Das Landesarbeitsgericht Schleswig-Holstein stellte klar, dass es ein Recht auf Nichterreichbarkeit in der Freizeit gibt. Nach diesem Urteil ist ein Arbeitnehmer nicht verpflichtet, während seiner Freizeit eine dienstliche SMS aufzurufen, um sich über seine Arbeitszeit zu informieren und damit zugleich seine Freizeit zu unterbrechen.